# Freue dich, erlöste Schar
Freue dich, erlöste Schar (BWV 30) ist eine geistliche Kantate von Johann Sebastian Bach. Er komponierte sie 1738 in Leipzig für das Fest der Geburt Johannes des Täufers. Außer den Rezitativen basieren alle Sätze auf der Musik der weltlichen Huldigungskantate Angenehmes Wiederau, deren Text Christian Friedrich Henrici (Picander) schrieb. Auch die geistliche Kontrafaktur, die sogar die Rezitative einschließt, dürfte von Picander stammen.

## Inhalt
Die Dichtung preist Johannes den Täufer als „Herold“, der den König Christus und damit den neuen Bund der Gnade ankündigt. Auf die Schriftlesungen des Tages spielen nur einzelne Wendungen an, so die Arie Nr. 3 auf das Benedictus.

## Besetzung und Aufbau
Die reiche Besetzung besteht aus vier Solisten, Sopran, Alt, Tenor, Bass, vierstimmiger Chor, drei Trompeten, Pauken, zwei Flöten, zwei Oboen, eine Oboe d’amore, Orgel, Solovioline, zwei Violinen, Viola und basso continuo.
Die Kantate besteht aus zwölf Sätzen in zwei Teilen, aufzuführen vor und nach der Predigt. Musikalisch ist der Schlusschor eine genaue Wiederholung des ersten Chors, nur die Texte sind leicht unterschiedlich.
Teil I
1. Coro: Freue dich, erlöste Schar
2. Rezitativ (Bass): Wir haben Rast
3. Arie (Bass): Gelobet sei Gott, gelobet sein Name
4. Rezitativ (Alt): Der Herold kömmt und meldt den König an
5. Arie (Alt): Kommt, ihr angefochtnen Sünder
6. Choral: Eine Stimme lässt sich hören

Teil II
1. Recitative (bass): So bist du denn, mein Heil, bedacht
2. Arie (Bass): Ich will nun hassen
3. Rezitativ (Sopran): Und obwohl sonst der Unbestand
4. Arie (Sopran): Eilt, ihr Stunden, kommt herbei
5. Rezitativ (Tenor): Geduld, der angenehme Tag
6. Coro: Freue dich, geheilgte Schar